# ジローラマ・ボルジア
ジローラマ・ボルジア（Girolama Borgia, 1469年 – 1483年1月20日）は、後にローマ教皇アレクサンデル6世となるロドリーゴ・ボルジア枢機卿の非嫡出の娘。
ボルジア枢機卿と名称不明の妾の間にローマで出生。母は枢機卿が最も有名な妾ヴァノッツァ・カタネイと本格的に関係を持つ前にいた妾の一人であった。教皇にとっては第三子で、母親の違うペドロ・ルイス・ボルジアとイサベッラ・ボルジアが先に生まれていた。ヴァノッツァの産んだチェーザレ・ボルジア、ルクレツィア・ボルジアらは年少の異母弟妹である。
ジローラマは父が教皇となるまで生きながらえることがなかっため、父の教皇就任後も存命だった異母兄弟たちのように称号や富、王族との婚姻といった機会を得られなかった。しかし父は彼女を娘として認知し、娘の婚姻証明書にもその名前を記載し、娘が上流階級の女性として何不自由なく生活を送れるよう年金を惜しまなかった。
1481年ジョヴァンニ・アンドレア（ジャナンドレア）・チェザリーニという名のローマ貴族と結婚。しかし2年後の1483年に14歳程度で亡くなっている。なお、夫も同年中に亡くなっている。

## 引用・脚注
1. ↑  Chastenet, Geneviève (1996) (イタリア語). Lucrezia Borgia : la perfida innocente. Cles, tipografo trentino Mondadori. Milano: Mondadori. pp. 12. ISBN 88-04-42107-X. OCLC 797348627
2. 1 2  Cloulas, Ivan (1988) (イタリア語). I Borgia. Roma: Salerno. pp. 69. ISBN 88-8402-009-3. OCLC 799208454
3. ↑  Sacerdote, Gustavo (1950) (イタリア語). Cesare Borgia : la sua vita, la sua famiglia, i suoi tempi. Rizzoli. pp. 69. OCLC 1103662618
4. ↑  Cloulas, Ivan (1988) (イタリア語). I Borgia. Roma: Salerno. pp. 70, 80. ISBN 88-8402-009-3. OCLC 799208454
5. ↑  “Cesarini family”. pp. 8–9. 2022年10月5日時点のオリジナルよりアーカイブ。2023年4月12日閲覧。